# ピリミジンジオン

ピリミジン

ピリミジンジオン(pyrimidinediones)は、ピリミジン環にカルボニル基が2箇所置換した化合物の呼称である。

## ピリミジンジオンの例

### 代謝物質
天然に代謝物質として生成するピリミジンジオンには以下のようなものがある。
| 慣用名   | IUPAC名                                  | 構造式 | 経路               |
| -------- | ---------------------------------------- | ------ | ------------------ |
| ウラシル | ピリミジン-2,4(1H,3H)-ジオン             |        | ピリミジン生合成   |
| チミン   | 5-メチルピリミジン-2,4(1H,3H)-ジオン     |        | ピリミジン生合成   |
|          | 5,6-ジアミノピリミジン-2,4(1H,3H)-ジオン |        | リボフラビン生合成 |

### 薬品

プリミドン

- フルオロウラシル
- イドクスウリジン
- プリミドン
- トリフルリジン